# Cryptochloris zyli
La talpa dorata di Van Zyl (Cryptochloris zyli, Shortridge & Carter, 1938) è un mammifero estremamente raro appartenente famiglia dei Crisocloridi.

## Descrizione
Misura fino a 8-9 cm di lunghezza e pesa circa 20-30 g. Sul viso sono visibili delle striature biancastre. Il mantello dorsale, corto e folto, è di color piombo scuro grigio con un sottopelo grigio chiaro. Le parti ventrali del mantello sono di colore grigio uniforme. L'unghia del terzo dito della zampa anteriore è lunga circa 10 mm e larga 4mm alla base. Le orecchie e la coda non sono visibili, mentre gli occhi sono ricoperti da palpebre.

## Biologia

### Comportamento
Prevalentemente notturna, scava tunnel appena al di sotto della superficie sabbiosa.

### Riproduzione
Generalmente nascono 2 piccoli alla volta, qualche volta solo uno, e nascono in una cavità nel terreno ricoperta d'erba.

### Alimentazione
Si tratta di un mammifero insettivoro che si ciba principalmente di insetti e lucertole che possono raggiungere dimensioni pari a quelle dell'esemplare stesso.

## Tassonomia
Nel 1968 la specie era considerata monotipica poiché solo sub-specificatamente distinta da C. wintoni. Le due specie tuttavia differiscono in maniera consistente nella colorazione della pelliccia, fatto che indica come le due specie non siano conspecifiche. Recenti analisi filogenetiche supportano la separazione delle due specie.

## Distribuzione e habitat
La specie inizialmente considerata endemica della sola Provincia del Capo Settentrionale, nel 2003 venne scoperta a Groenriviermond, nel Parco Nazionale di Namaqua,  in Sudafrica, e la sua popolazione è tutt'oggi considerata seriamente frammentata. Si stima che il suo areale abbia una dimensione di poco inferiore ai 5.000 km2 con un'area di occupazione di appena 32 km2. I dati relativi alle esigenze della specie e della sua tolleranza sono comunque molto pochi.
L'habitat esclusivo della specie è costituito dalle dune sabbiose costiere e le aree sabbiose adiacenti. La specie coesiste con l'Eremitalpa granti.

## Conservazione
La specie è inserita nella Lista Rossa IUCN come specie in pericolo. La principale minaccia alla sopravvivenza della specie è rappresentata dalla drammatica alterazione dell'habitat a seguito dell'estrazione di diamanti alluvionali e dell'inquinamento da metalli pesanti. Una minaccia localizzata è invece rappresentata dalla costruzione di parchi eolici.